# Лелис (гмина)
Лелис (пол. Lelis) — сельская гмина (волость) в Польше, входит как административная единица в Остроленкский повет, Мазовецкое воеводство. Население — 8256 человек (на 2004 год).

## Демография
| Перепись                       | Всего   | Всего | Женщины | Женщины | Мужчины | Мужчины |
| ------------------------------ | ------- | ----- | ------- | ------- | ------- | ------- |
| Единицы                        | человек | %     | человек | %       | человек | %       |
| Население                      | 8256    | 100   | 4047    | 49      | 4209    | 51      |
| Плотность населения (чел./км²) | 41,9    | 41,9  | 20,5    | 20,5    | 21,4    | 21,4    |

## Сельские округа
1. Бялобель
2. Домбрувка
3. Длуги-Конт
4. Дурлясы
5. Гонски
6. Гибалка
7. Гнаты
8. Курпевске
9. Лелис
10. Ленг-Пшедмейски
11. Ленг-Старосциньски
12. Валеры
13. Ленг-Старосциньски
14. Лодзиска
15. Насядки
16. Обервя
17. Ольшевка
18. Плошице
19. Семноха
20. Шафарня
21. Шафарчиска
22. Шква
23. Швендровы-Мост

## Соседние гмины
1. Гмина Бараново
2. Гмина Кадзидло
3. Гмина Мястково
4. Гмина Ольшево-Борки
5. Остроленка
6. Гмина Жекунь
7. Гмина Збуйна